# Yigal Mossinson
Yigal Mossinson, oppure Yig'al Mossinsons ('Ein-Gannim, 25 dicembre 1917 – 1º maggio 1994), è stato uno scrittore, drammaturgo e inventore israeliano.

## Biografia

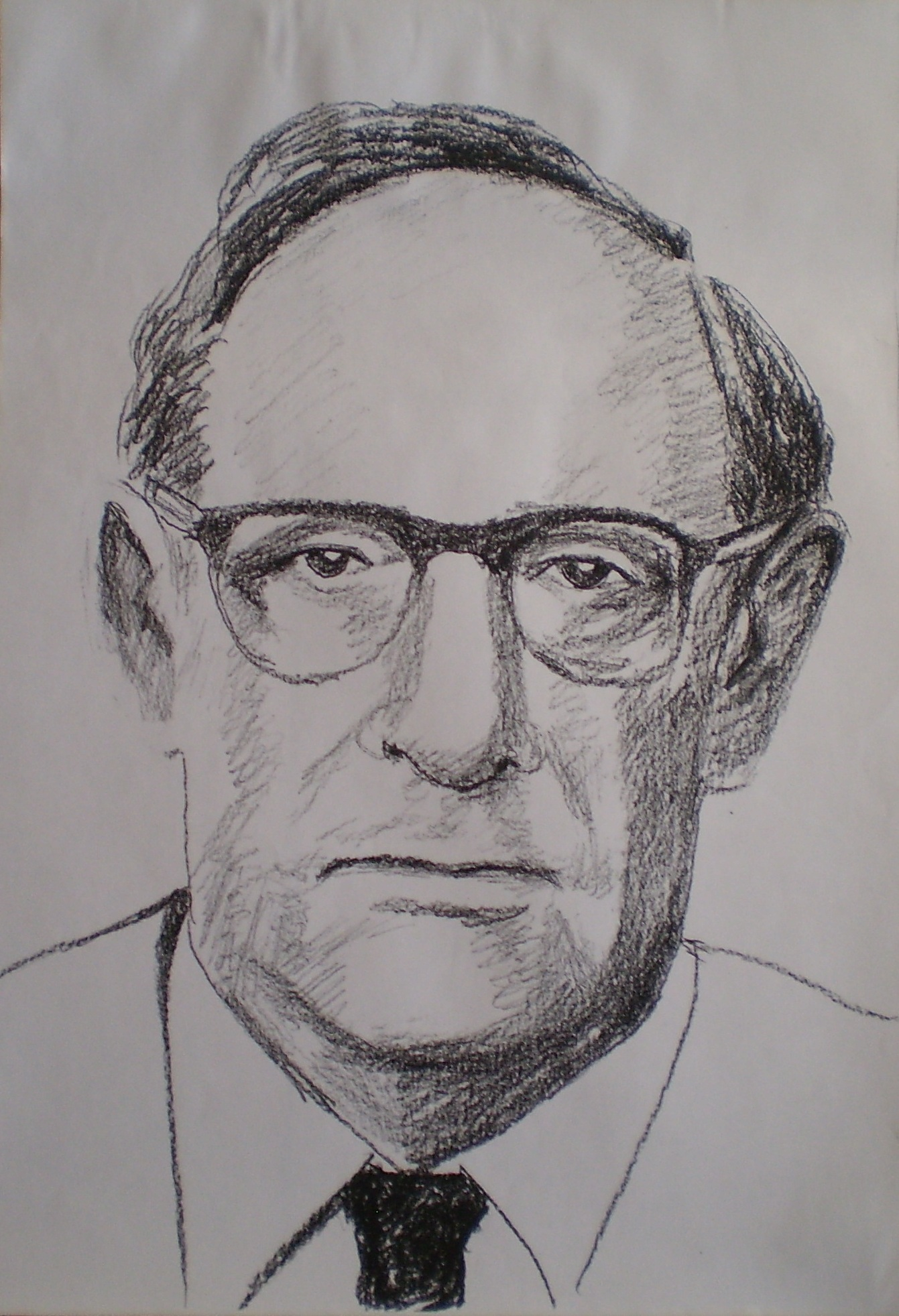
Yigal Mossinson

Yigal Mossinson nacque a 'Ein-Gannim, il 25 dicembre 1917.
Mossinson fu un autore drammatico, che scrisse copioni per tutti i teatri israeliani, esordendo con Nelle steppe del Negev (Be arbot-han-negeb, Teatro Habimah, 1949), oltre che soggetti o adattamenti cinematografici realizzati all'estero, e spesso premiati.
Nelle sue opere affrontò con uno stile realista i problemi psicologici e concreti innescati dall'incontro in terra d'Israele di culture e ideologie provenienti da nazioni differenti.
Esemplare, su questo argomento, risultò Casablan (teatro Camery, 1954), sull'incomprensione tra un israeliano originario del Marocco e i suoi compagni di origine europea, incomprensione che influenzò il rapporto sentimentale tra il protagonista proveniente dal Marocco e una ragazza aschenazita, che però avrà un epilogo positivo, sintetizzato e spiegato da una delle canzoni principali della colonna sonora della versione cinematografica del 1974, intitolata Siamo tutti ebrei (Kulanu yehudim).
Un altro tema approfondito da Mossinson è stato quello della particolare condizione psicologica dei sopravvissuti dalla Shoah, come nell'opera Cenere, nella quale il protagonista ha perso tutta la famiglia nei campo di sterminio.
Inoltre Mossinson si distinse per aver scritto una florida letteratura per ragazzi, che ottenne un grande successo.

## Opere pubblicate in ebraico
- Lo zaino dei pastori (Yalkut Haroim, 1944);
- Grigio come un sacco (Aforim Ka-Sak, 1946);
- Tamar, moglie di Er (Tamar Eshet Er, 1947);
- Nelle pianure del Negev (Be-Arvot Ha-Negev, 1948);
- Chi ha detto che è nero? (Mi Amar She-Hu Shahor, 1948);
- La strada per Gerico (Ha-Derech Le-Yeriho, 1950);
- Se c'è giustizia (Im Yesh Tzedek, dramma, 1951);
- La via di un uomo (Derech Gever, 1953);
- Gettalo ai cani (Zerok Oto La-Klavim, 1958);
- Rottura dei vasi (Shovrim Et Ha-Kelim, 1959);
- Giuda (Yehuda Ish Krayot, 1963);
- Eldorado (1963);
- A proposito di donne e uomini (Al Nashim Ve-Al Gevarim, 1970);
- Alle donne crescono le corna (Nasheem Matzmichot Karnaeem, 1972);
- Una selezione di storie calde ([Mivhar Sipurim Lohatim, 1981);
- Un bacio della morte a letto (Mitat Neshikah Ba-Mita, dramma, 1991).